# Sidiki Kaba

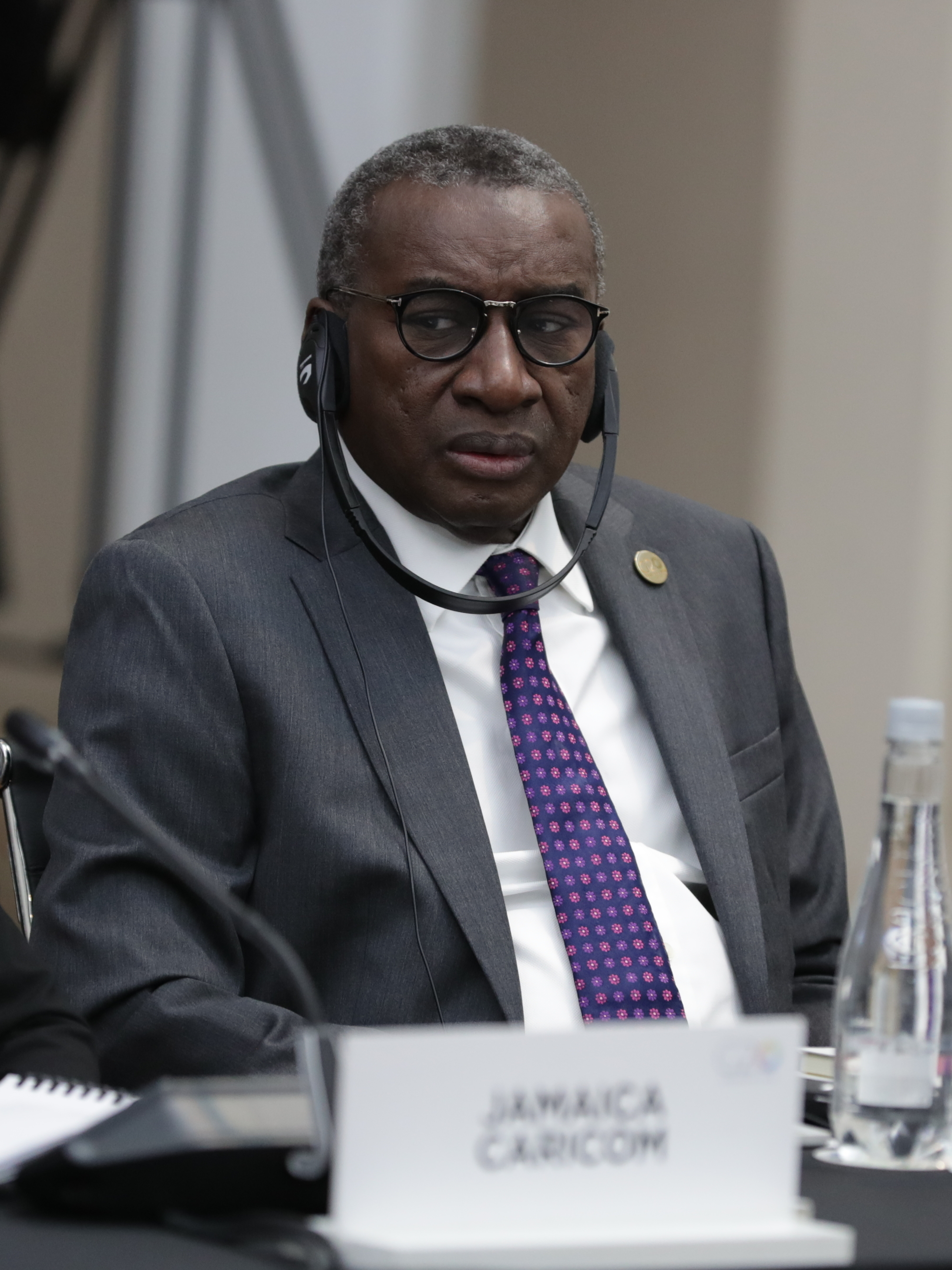
Sidiki Kaba, 2018

Sidiki Kaba (*  21. August 1950 in Tambacounda, Region Tambacounda) ist ein ehemaliger senegalesischer Politiker. Seit September 2013 gehörte er in verschiedenen Ressorts der Regierung Senegals an und war von 6. März 2024 bis 2. April 2024 letzter Premierminister unter der Präsidentschaft des scheidenden Staatspräsidenten Macky Sall.

## Werdegang
Sidiki Kaba 1950 besuchte in Tambacounda die Grundschule und danach in Dakar den Lycée Van Vollenoven (später umbenannt in Lycée Lamine Guèye) und machte dort 1972 das Abitur. An den Universitäten in Abidjan und Dakar erlangte er Abschlüsse in Rechtswissenschaften, Philosophie, moderner Literatur und Wirtschaftsrecht. 1980 trat er in die Anwaltskammer von Dakar ein.
Sein engagierter Einsatz für den Schutz der Menschenrechte fand internationale Anerkennung. Im Jahr 2001 war er der erste Afrikaner, der zum Präsidenten der Fédération internationale des ligues des droits de l’Homme gewählt wurde. 2014 war er für drei Jahre Präsident der Versammlung der Vertragsstaaten des Internationalen Strafgerichtshofs.
Kurz nach Beginn der ersten Präsidentschaft von Macky Sall wurde Sidiki Kaba im September 2013 zum Justizminister berufen, anschließend war er ab September 2017 Außenminister, ab April 2019 Verteidigungsminister und schließlich ab Oktober 2023 Innenminister, bevor er am 6. März 2024 kurz vor Ende der zweiten Präsidentschaft von Macky Sall bis zu dessen Ausscheiden am 2. April Premierminister war.